# Albert Gallatin
Albert Gallatin (Ginevra, 29 gennaio 1761 – New York, 12 agosto 1849) è stato un politico e diplomatico statunitense.

## Biografia
Nella sua carriera politica ricoprì anche il ruolo di Segretario del Tesoro statunitense e rimase in carica per il periodo più lungo della storia degli Stati Uniti. Persona di elevato spessore culturale ed attivo anche come etnologo e linguista fu inoltre il fondatore della New York University.
Nato in Svizzera nel 1761, Gallatin immigrò negli Stati Uniti nel 1780. Fu fin dall'inizio politicamente attivo e fu successivamente eletto nel 1793 al senato. Fu uno dei maggiori oppositori del Partito Federalista. In seguito alla sua nomina a senatore fu però rimosso dal suo incarico dopo un breve periodo a causa delle forti critiche alle quali fu esposto. Tra i molti incarichi che ha ricoperto nella sua lunga carriera politica spicca certamente anche quello di leader del Partito Democratico-Repubblicano. Fu anche uno dei maggiori oppositori del programma di Alexander Hamilton. Gallatin morì il 12 agosto 1849.